# Дзумбал

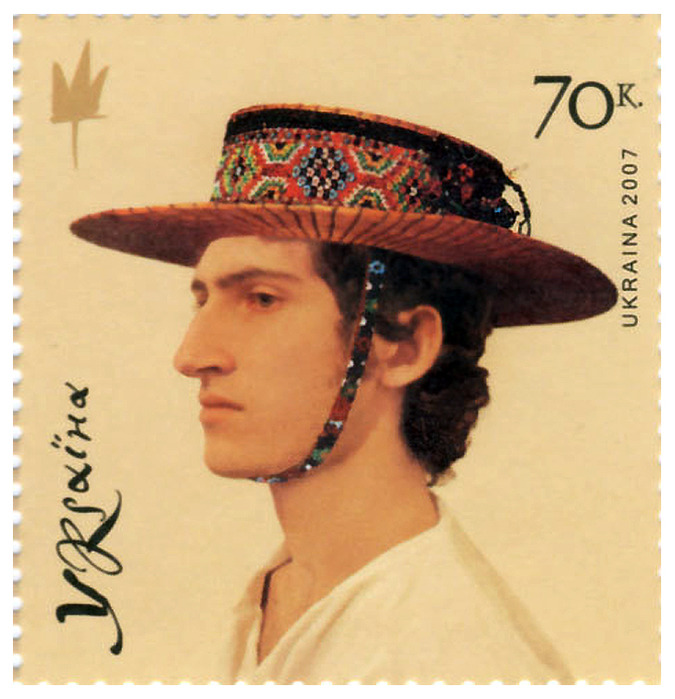

Дзумбал — дівоча прикраса у селі Дністрове Борщівського району Тернопільської області. Вузька стрічка із кінського волосся, на яку нанизували цятки (бісер).
У будень дівчата прикрашали голови одним дзумбалом, у свята — 5-8-ма. Ним також прикрашали капелюх нареченого.